# 마리우폴
마리우폴(우크라이나어: Маріуполь, 러시아어: Мариуполь, 그리스어: Μαριούπολη 마리우폴리[*], 영어: Mariupol, 문화어: 마리우뽈)은 우크라이나 남동부에 위치한 항구 도시로, 아조프해의 북안(北岸)이자 칼미우스강구(江口)에 위치한다. 행정 구역상으로는 도네츠크주에 속하며 인구는 431,859명(2021년 기준)이다. 도네츠크 주 제2의 도시이다.

## 역사
원래 '칼미우스'라는 이름으로 코사크의 요새로서 건설되었으며 곡물교역의 중심지가 되어왔다. 1778년에 도시의 권리를 얻었다. 1914년에는 인구가 5만 8천에 달했으나, 1917년 이후 적백 내전을 거치며 인구가 계속 감소했었다. 1933년 새로운 철강 공장인 아조우스탈(Azovstal)이 칼미우스 강변에 건설되었다.
제2차 세계 대전 중에 1941년 10월 8일부터 1943년 9월 10일까지 나치 독일에 점령되었으며 그 기간 중 도시가 대파되었고 수많은 시민들을 잃었다. 1948년부터 1989년까지는 소련 정치가 안드레이 즈다노프의 이름을 따 즈다노우(Жданов, 러시아어로는 즈다노프)라는 이름으로 불리기도 했다.

### 2022년 러시아의 우크라이나 침공
2022년 러시아의 우크라이나 침공 시기에 마리우폴은 매우 격렬한 교전이 진행되었다.
마리우폴은 크림반도와 친러 반군 세력이 점령한 돈바스(도네츠크ㆍ루한스크) 지역을 연결하는 유일한 육로다. 러시아가 마리우폴을 장악할 경우 돈바스, 더 나아가 러시아 본토와 육지로 연결돼 안정성이 높아지고, 우크라이나의 흑해 연안 지역 80% 이상을 차지할 수 있다. 아조프해로 향하는 마리우폴 항구는 철강, 석탄, 곡물 등을 중동에 수출하는 주요 거점이다. 마리우폴이 넘어가면 우크라이나는 주요 수출 항로가 막혀 경제적으로 큰 타격을 받게 된다. 우크라이나는 전 세계 밀 수출의 12%, 옥수수 16%, 보리 18%를 공급하고 있어 마리우폴 점령은 곧 세계 곡물 시장의 러시아 의존도 심화로 연결된다. 마리우폴에는 유럽 최대 철강 공장 중 하나인 아조우스탈(Azovstal)이 위치해 있다. 우크라이나 아조우스탈이 피해를 입자, 수요에 못 미치는 공급 부족 장기화 우려에 북유럽 열연강판 가격은 하루 새 10% 급등한 t당 1580달러를 기록했다. 한국의 철강업체들은 주가가 폭등했다.
2월 24일부터 시작된 포위전으로 인해 마리우폴의 건물 95%가 완파되었다. 아조프스탈을 제외한 도시 지역은 4월 중순에 러시아 연방군과 도네츠크 인민공화국군의 통제에 들어갔다. 이후에도 한 달이나 아조프스탈에서 농성하던 아조프 부대와 우크라이나군도 더는 버티지 못하고 항복하면서 5월 20일에 마리우폴에서의 전투는 막을 내렸다.

## 주민
우크라이나인이 주민의 절반 이하로 가장 많다. 두번째로 가장 많은 민족은 러시아인이며, 그 외 주요 소수민족으로는 그리스인, 유대인, 아르메니아인, 벨라루스인이 있다. 독립국가연합 나라들의 도시들 중에서 가장 그리스인이 많은 도시인데, 21,900명이 거주한다. 그리스인 31,400명은 주위의 여섯 마을에 거주하며, 따라서 마리우폴 부근에는 우크라이나에 사는 그리스인의 60%가 거주하는 것이다.
| 연도  | 인구    | ±%      |
| ----- | ------- | ------- |
| 1897  | 31,116  | —       |
| 1926  | 40,825  | +31.2%  |
| 1939  | 223,796 | +448.2% |
| 1959  | 283,570 | +26.7%  |
| 1970  | 416,927 | +47.0%  |
| 1979  | 502,581 | +20.5%  |
| 1989  | 518,933 | +3.3%   |
| 2001  | 492,176 | −5.2%   |
| 2011  | 466,665 | −5.2%   |
| 2022  | 425,681 | −8.8%   |
| 출처: |         |         |

## 문화

### 문화시설

#### 극장
- 도네츠크 학술지역드라마극장(영어판) – 도네츠크 지역에서 가장 역사깊은 극장으로, 2003년에 125주년을 맞이했다.[5] 2022년 3월 16일 러시아군의 공습으로 인해 폭격당했다.[6]

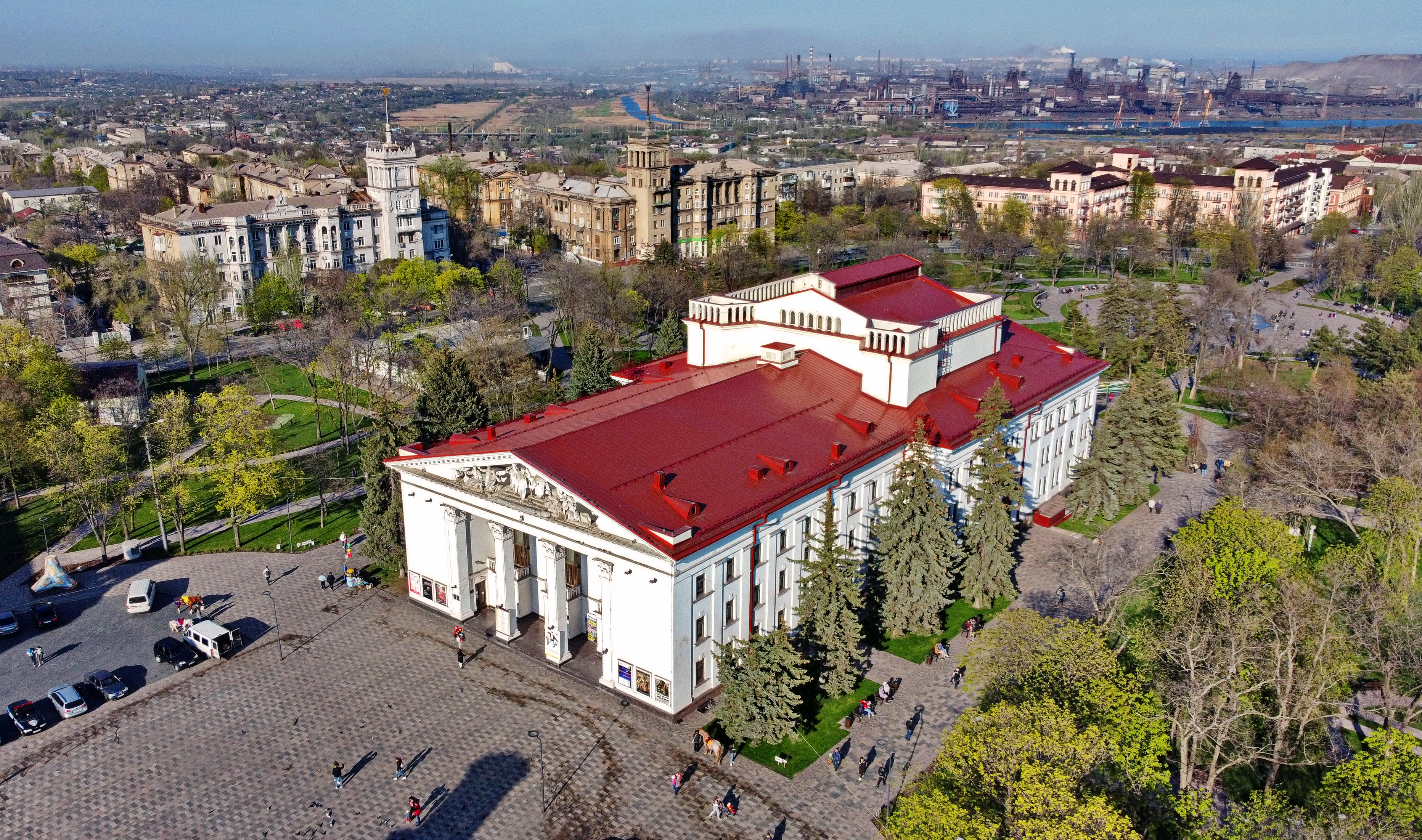
도네츠크 지역 드라마 극장

#### 영화관

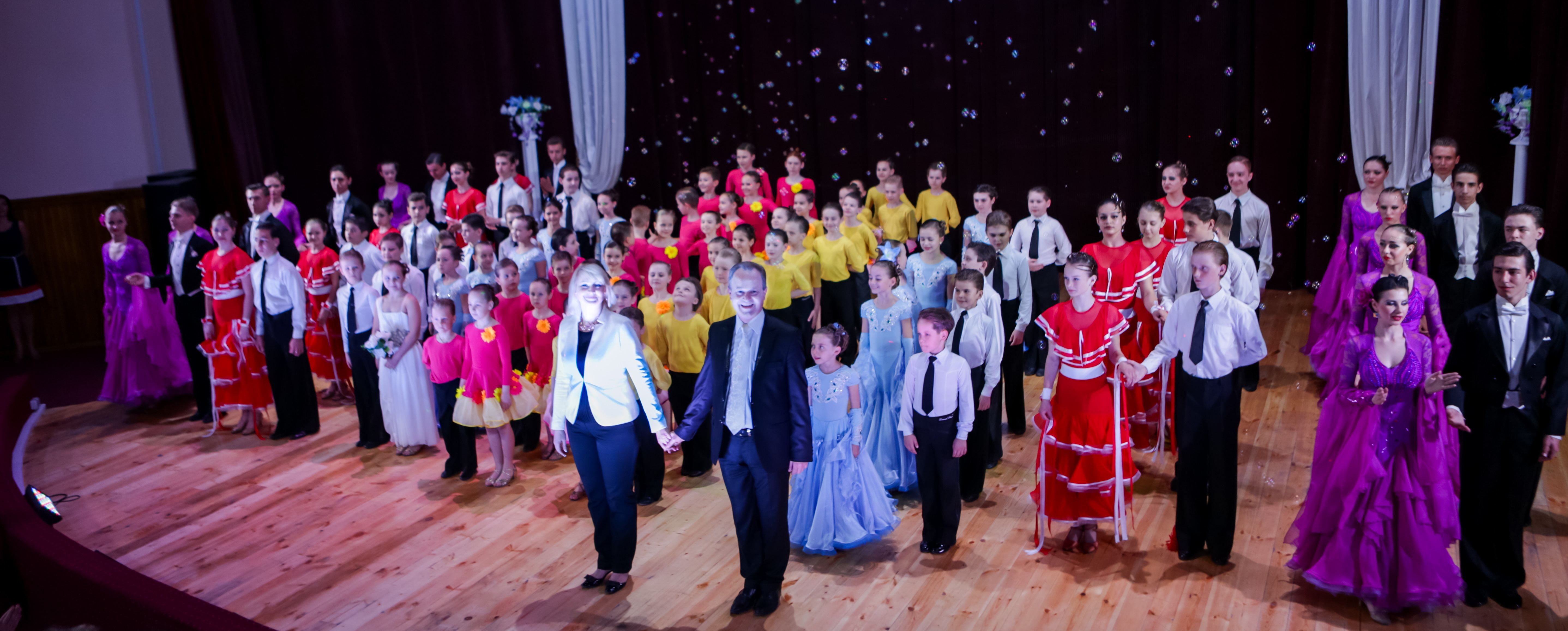
마리우폴에서 스포츠 볼룸 춤 "카니발"을 공연 중인 민속무용단

- Pobeda ("승리")
- Savona
- Multiplex (복합상영관)

#### 문화의 전당 및 해당 동호회 공간 (16)

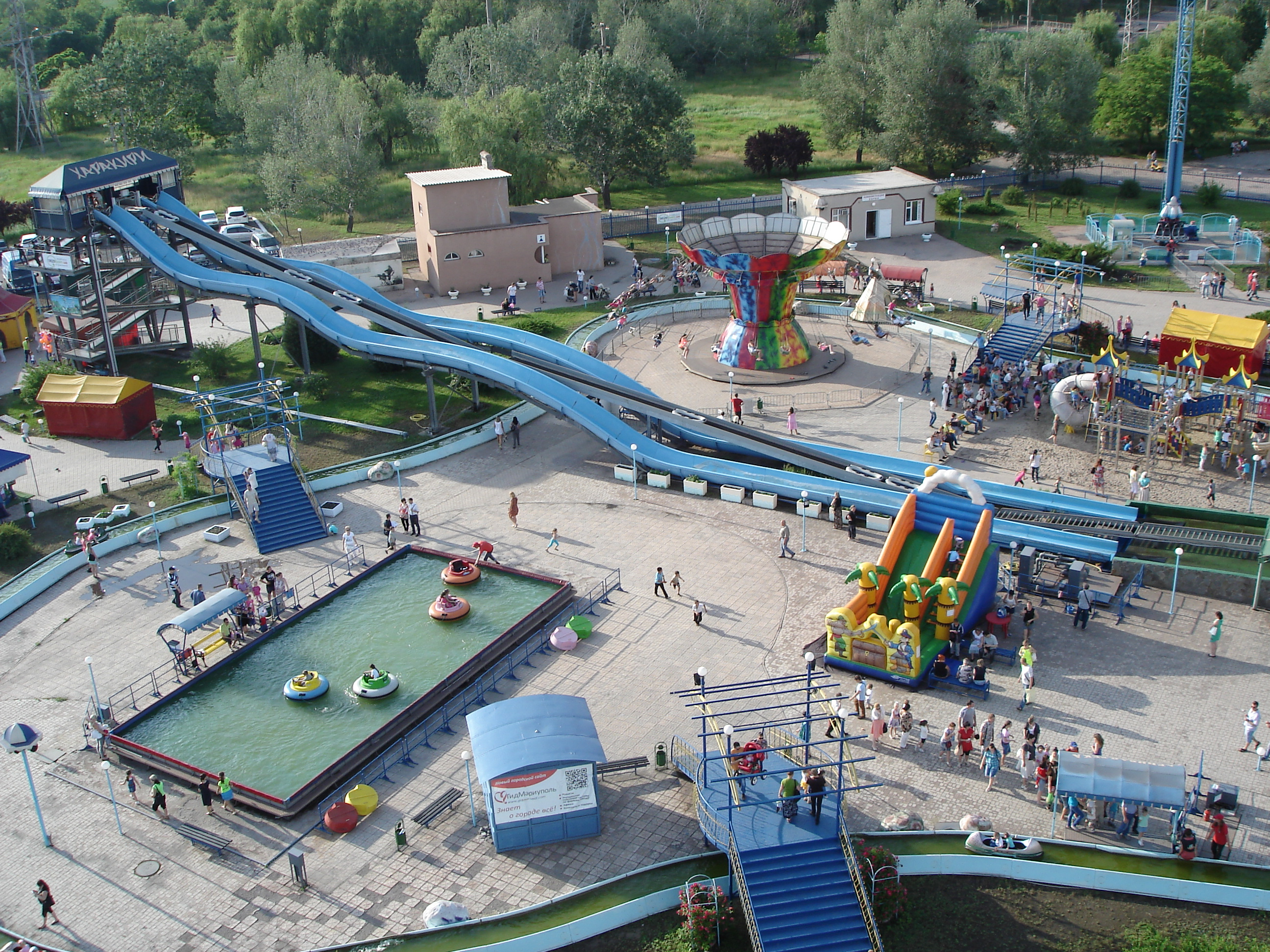
마리우폴 내 테마공원

- 일리치 제철소(영어판)의 Metallurgov ("야금술사")
- 아조프스탈 제철소의 Azovstal
- MBK 마리우폴(영어판)의 ("불꽃")
- Moryakov ("항해사")
- Stroitel ("건축가")
- 청소년 예술 전당
- 시립 문화의 전당

#### 박물관 및 전시관
- 마리우폴 지역 박물관
- 쿠인지 현대 미술관
- 민속 박물관(영어판)
- 각종 산업체 및 시립단체 등의 전시관

#### 도서관 (35)
- 코롤렌코 중앙 도서관
- 고르키 중앙 어린이 도서관
- 세라피모비치 – 마리우폴에서 가장 오래된 도서관
- 하이다르 도서관, 혼차르 도서관, 흐루체프스키 도서관, 크루프스카야 도서관, 쿠프린 도서관, 레시아 우크라인카 도서관, 마르샤크 도서관, 모로조프 도서관, 노비코프-프리보이 도서관, 푸쉬킨 도서관, 스베틀로프 도서관, 투르헤네프 도서관, 프랑코 도서관, 체코프 고서관, 추코프스키 도서관, 그리고 산업체 및 시립단체 등의 도서관

### 예술
단체로는 예술가 협회, 마리우폴 기자 조합, "아조프예" 문학 연합 (1924년 설립, 약 100명 규모) 등이 있다.
마리우폴 출신 시인 및 작가로는 N. Berilov, A. Belous, G. Moroz, A. Shapurmi, A. Savchenko, V. Kior, N. Harakoz, L. Kiryakov, L. Belozerova, P. Bessonov, A. Zaruva 등이 우크라이나어, 러시아어 및 그리스어로 창작활동을 하였다.

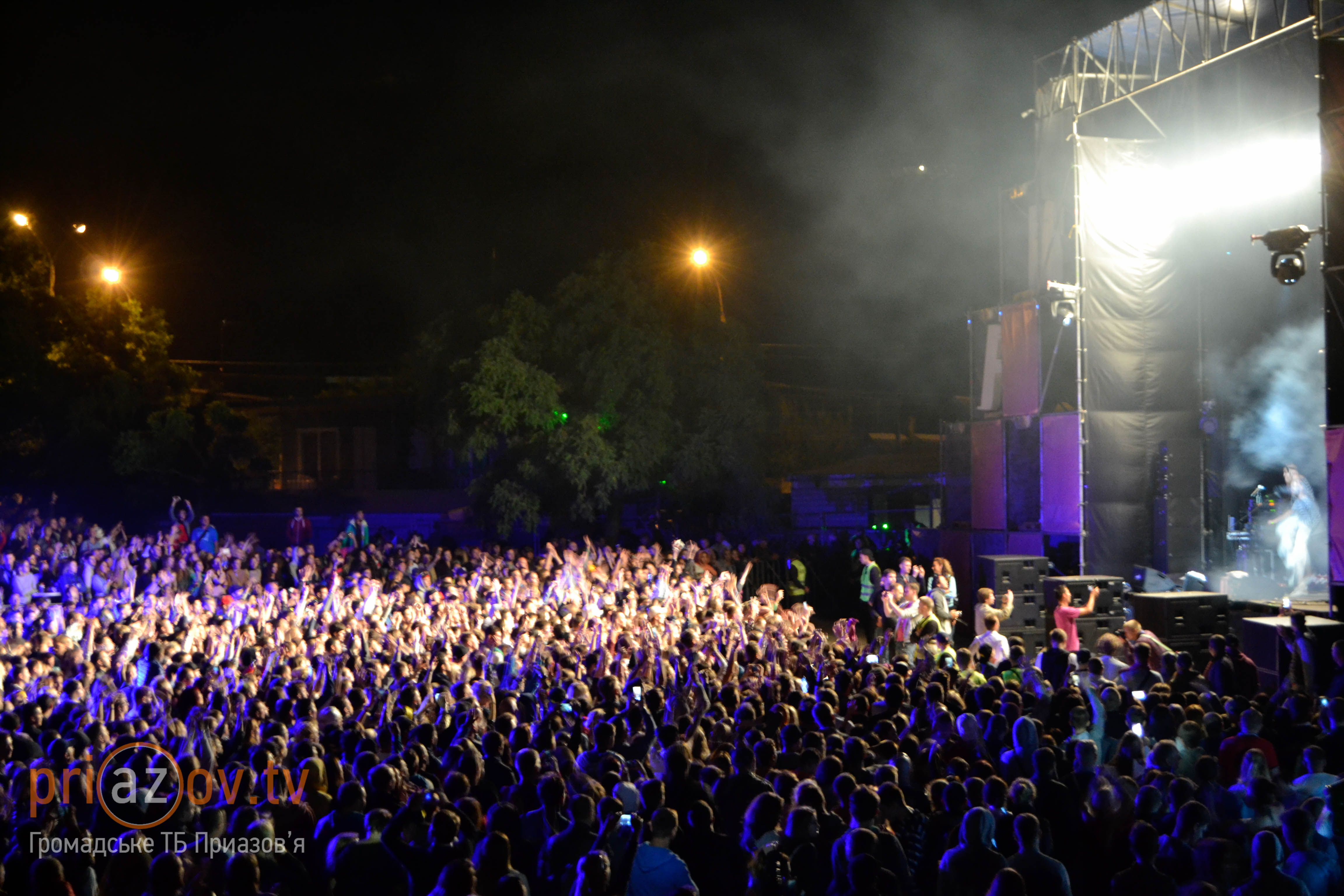
2017년 MRPL City Festival 중 이반 도른의 공연

### 축제
2017년부터 2021년까지 매년 8월에 피쉬찬카 해변에서 MRPL City Festival 음악 축제가 열렸다. 이 축제는 "동해안 최대 규모의 이벤트"로 알려졌으며 다양한 장르의 음악을 선보였다.
2018-19년에는 국제 현대미술·영화 축제인 GOGOLFEST가 마리우폴에서 열렸다.

## 기후
| 마리우폴의 기후                                                  | 마리우폴의 기후 | 마리우폴의 기후 | 마리우폴의 기후 | 마리우폴의 기후 | 마리우폴의 기후 | 마리우폴의 기후 | 마리우폴의 기후 | 마리우폴의 기후 | 마리우폴의 기후 | 마리우폴의 기후 | 마리우폴의 기후 | 마리우폴의 기후 | 마리우폴의 기후 |
| 월                                                               | 1월             | 2월             | 3월             | 4월             | 5월             | 6월             | 7월             | 8월             | 9월             | 10월            | 11월            | 12월            | 연간            |
| ---------------------------------------------------------------- | --------------- | --------------- | --------------- | --------------- | --------------- | --------------- | --------------- | --------------- | --------------- | --------------- | --------------- | --------------- | --------------- |
| 역대 최고 기온 °C (°F)                                           | 10.0 (50.0)     | 15.0 (59.0)     | 20.7 (69.3)     | 30.0 (86.0)     | 33.9 (93.0)     | 37.0 (98.6)     | 37.8 (100.0)    | 38.0 (100.4)    | 34.4 (93.9)     | 27.1 (80.8)     | 18.0 (64.4)     | 14.1 (57.4)     | 38.0 (100.4)    |
| 일평균 최고 기온 °C (°F)                                         | 0.0 (32.0)      | 0.7 (33.3)      | 6.1 (43.0)      | 13.6 (56.5)     | 20.5 (68.9)     | 25.5 (77.9)     | 28.3 (82.9)     | 27.9 (82.2)     | 21.6 (70.9)     | 14.1 (57.4)     | 6.3 (43.3)      | 1.5 (34.7)      | 13.8 (56.8)     |
| 일일 평균 기온 °C (°F)                                           | −2.4 (27.7)     | −2.0 (28.4)     | 2.8 (37.0)      | 9.8 (49.6)      | 16.5 (61.7)     | 21.2 (70.2)     | 23.8 (74.8)     | 23.3 (73.9)     | 17.3 (63.1)     | 10.6 (51.1)     | 3.7 (38.7)      | −0.9 (30.4)     | 10.3 (50.5)     |
| 일평균 최저 기온 °C (°F)                                         | −4.6 (23.7)     | −4.5 (23.9)     | 0.1 (32.2)      | 6.3 (43.3)      | 12.4 (54.3)     | 16.7 (62.1)     | 18.9 (66.0)     | 18.3 (64.9)     | 13.1 (55.6)     | 7.2 (45.0)      | 1.2 (34.2)      | −3.0 (26.6)     | 6.8 (44.2)      |
| 역대 최저 기온 °C (°F)                                           | −27.2 (−17.0)   | −25.0 (−13.0)   | −20.0 (−4.0)    | −7.3 (18.9)     | 0.0 (32.0)      | 5.6 (42.1)      | 8.9 (48.0)      | 5.0 (41.0)      | −1.1 (30.0)     | −8.0 (17.6)     | −17.0 (1.4)     | −24.5 (−12.1)   | −27.2 (−17.0)   |
| 평균 강수량 mm (인치)                                            | 47.9 (1.89)     | 42.4 (1.67)     | 39.3 (1.55)     | 38.7 (1.52)     | 38.4 (1.51)     | 56.4 (2.22)     | 46.3 (1.82)     | 37.0 (1.46)     | 44.3 (1.74)     | 33.7 (1.33)     | 49.3 (1.94)     | 52.2 (2.06)     | 525.9 (20.70)   |
| 평균 강수일수 (≥ 1.0 mm)                                         | 8.3             | 7.1             | 7.7             | 6.4             | 5.9             | 7.1             | 4.8             | 3.6             | 5.3             | 5.2             | 7.3             | 8.3             | 77.0            |
| 평균 상대 습도 (%)                                               | 87.8            | 85.6            | 83.0            | 76.4            | 71.6            | 70.9            | 66.7            | 64.9            | 70.0            | 78.2            | 87.1            | 88.3            | 77.5            |
| 출처 1: Pogoda.ru.net (평년값: 1991년~2020년, 극값: 1955년~현재) |                 |                 |                 |                 |                 |                 |                 |                 |                 |                 |                 |                 |                 |
| 출처 2: 세계기상기구 (강수/상대습도: 1981년~2010년)              |                 |                 |                 |                 |                 |                 |                 |                 |                 |                 |                 |                 |                 |